# ヒャーシャタル

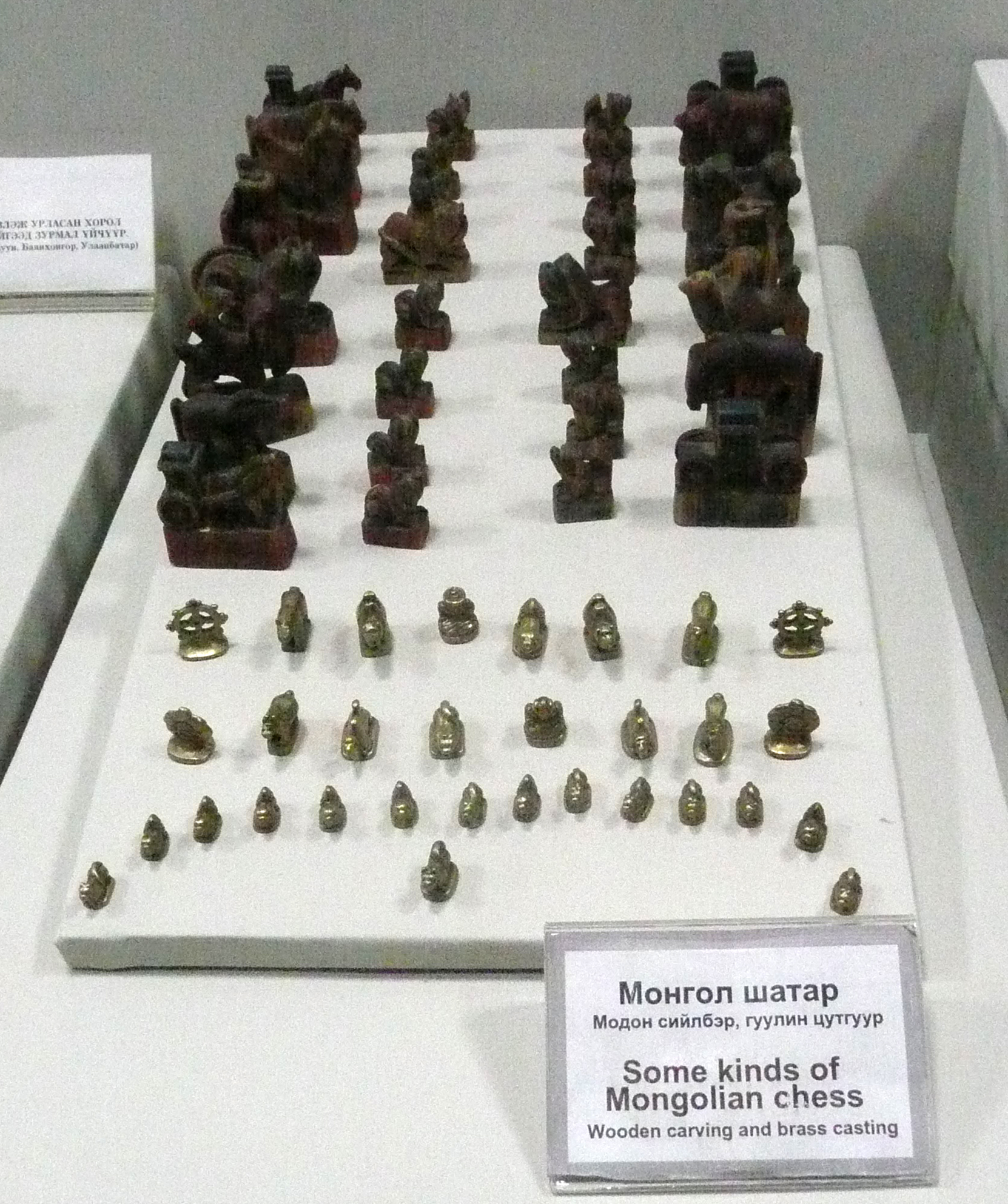
ヒャーシャタルの駒。中国では蒙古大象棋と言われている。

ヒャーシャタル（ラテン文字: Hiashatar）は、モンゴルの将棋類であり、2人で行うボードゲームである。

## 盤
ヒャーシャタルの盤は 10×10 の 100マスからなる。チェスボードとは同様に、市松模様に塗られている。

### 初期配置図
| ↓テレグ | ↓モリイ | ↓テメエ | ↓ヒャー | ↓ノヨン | ↓ベルス | ↓ヒャー | ↓テメエ | ↓モリイ | ↓テレグ |
| ↓フウ   | ↓フウ   | ↓フウ   | ↓フウ   | ↓フウ   | ↓フウ   | ↓フウ   | ↓フウ   | ↓フウ   | ↓フウ   |
|         |         |         |         |         |         |         |         |         |         |
|         |         |         |         |         |         |         |         |         |         |
|         |         |         |         |         |         |         |         |         |         |
|         |         |         |         |         |         |         |         |         |         |
|         |         |         |         |         |         |         |         |         |         |
|         |         |         |         |         |         |         |         |         |         |
| ↑フウ   | ↑フウ   | ↑フウ   | ↑フウ   | ↑フウ   | ↑フウ   | ↑フウ   | ↑フウ   | ↑フウ   | ↑フウ   |
| ↑テレグ | ↑モリイ | ↑テメエ | ↑ヒャー | ↑ノヨン | ↑ベルス | ↑ヒャー | ↑テメエ | ↑モリイ | ↑テレグ |

## 駒の名前と動き
駒の名称と動きは以下の通りである。ただし駒の動き方には他の動き方もある。
- ノヨン（貴族）：上下左右斜めに１マス進むことができる。将棋の玉将（王将）・チェスのキング・マークルックのクンなどと同じ動きである。
- ベルス（将軍）：上下左右斜めに好きなだけ動くことができる。チェスのクイーンなどと同じ動きである。
- テメエ（駱駝）：斜めに好きなだけ動くことができる。将棋の角行・チェスのビショップと同じ動きである。
- モリイ（馬）：チェスのナイト・マークルックのマーと同じ動きである。
- テレグ（車）：縦横に好きなだけ動くことができる。将棋の飛車・チェスのルーク・マークルックのルアと同じ動きである。
- フウ（息子）：前に1マス進むことができる。将棋の歩兵と同じ動きである。
- ヒャー（護衛）：上下左右斜めに2マス進むことができる。

ヒャーの周囲8マスでは、モリイを除く全ての駒が1マスずつしか動けなくなる。